# C.F. Ingerslev
Christian Frederik Ingerslev (født 4. september 1803 i Gylling, død 2. februar 1868 i Aarhus) var en dansk skolemand og filolog, far til Emmerik Ingerslev.
Ingerslev blev student 1820 fra Aarhus og levede som privatlærer i Ringsted 1822—24. Han tog 1825 teologisk, 1829 filologisk embedseksamen, 1833 magistergraden (med en afhandling om de homeriske digtes oprindelse). I 1829 ansattes han som adjunkt ved Metropolitanskolen, 1833 som overlærer i Randers, 1841 som rektor for Viborg Katedralskole; 1844 forflyttedes han til Kolding, og da skolen her nedlagdes 1856, udnævntes han 1861 til rektor for Aarhus Katedralskole. Ingerslev har udgivet talrige skolebøger (latinske og græske leksika, stiløvelser, en geografi med flere); desuden: Om det lærde Skolevæsens Tilstand i nogle tyske Stater og i Frankrig (1841). Hans skolebøger er for største delen hastværksarbejder; men flere af dem er særdeles praktisk indrettede. I 1846 blev han titulær professor og 1847 Ridder af Dannebrog.